# Beit Chasidim Synagoge (Lemberg)

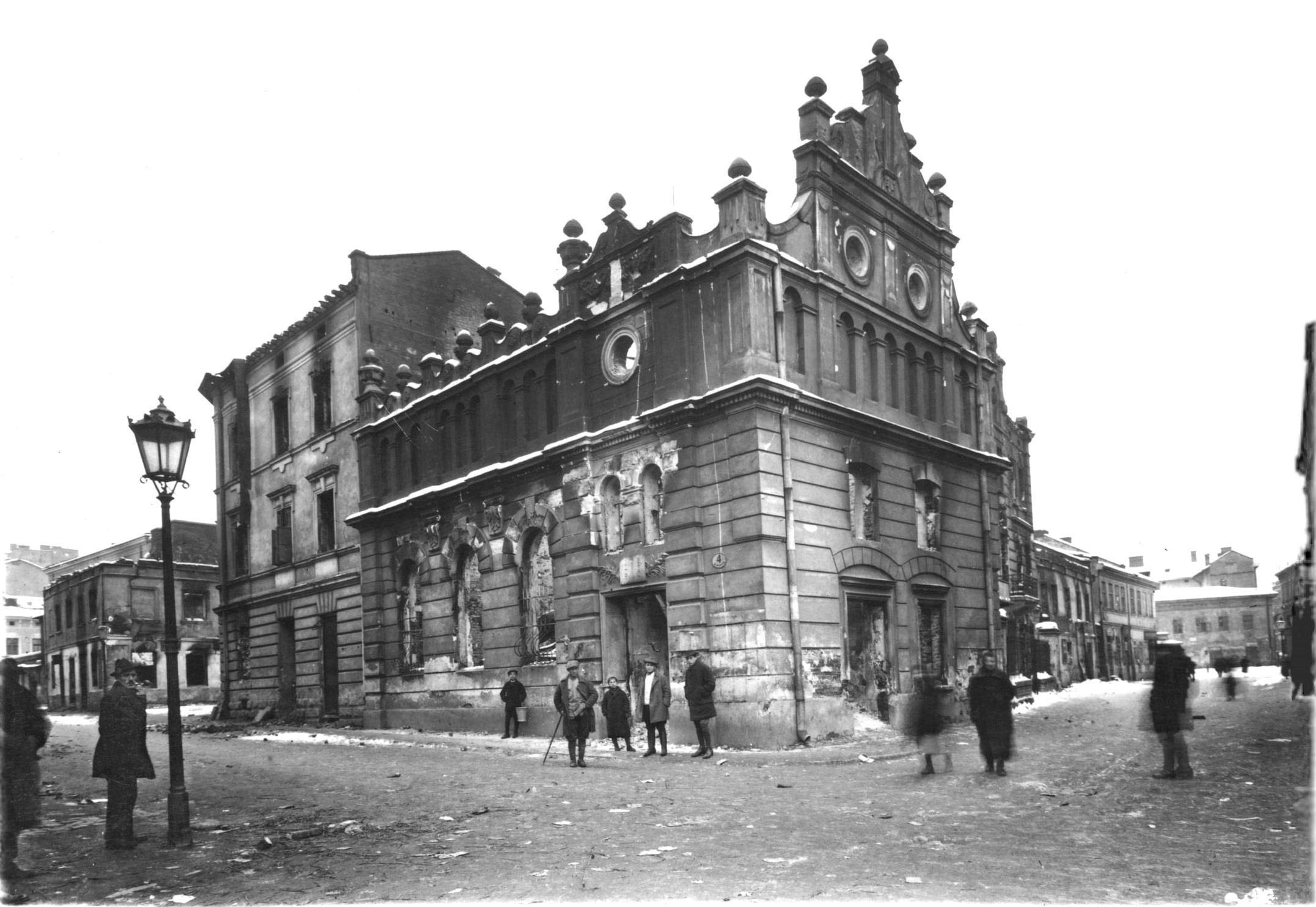
Synagoge Beit Chasidim

Die Synagoge Beit Chasidim war eine Synagoge in Lemberg, einer Stadt in der westlichen Ukraine.
Die Synagoge wurde 1791 errichtet und im Zweiten Weltkrieg während der Deutschen Besatzung zerstört. Sie gehörte zu den ältesten und bekanntesten Synagogen in Lemberg. Das zweigeschossige Gebäude wies einen Ziergiebel auf, der mit Elementen des Barock geschmückt war.